# 大军师司马懿
《大军师司马懿系列》（上部：《軍師聯盟》，下部：《虎嘯龍吟》），是一部以三国时期的司马懿为主角的电视连续剧。2016年2月在横店开拍，2017年1月杀青，共333天。由吴秀波、王洛勇、于和伟、丁海峰、劉歡、李晨、刘涛、張鈞甯、张芷溪、唐艺昕、翟天臨等主演。剧本筹备花费5年之久，耗资近4亿元人民幣，以東漢末年三国时期“魏国”为編劇主軸，通过对权谋与情感的描述，抒写魏国大军师司马懿一生如履薄冰、机智谋略的故事。2018年4月26日MOD龍華戲劇台播出。
该系列本是一部作品，分成上下两部播出。上部《大军师司马懿之军师联盟》（简称《军师联盟》），於2017年6月22日在江苏卫视、安徽衛視首播，台湾由爱奇艺平台網路平台獨播，LiTV 線上影視於2023年9月1日全劇上架、地面無線電視中視首播。2017年9月4日在韩国中华TV周一至周五两集播出；该剧获得第13届中美电视节 “金天使电视剧奖”（Golden Angel Award TV Series）。下部军师联盟之《虎啸龙吟》（简称《虎啸龙吟》），於2017年12月7日在優酷播出；中視因NCC法規限制，至2018年6月才播送。台灣OTT由LiTV 線上影視全劇上架。

## 劇名
最早文本叫《大军师司马懿》，吴秀波在籌備階段身兼戲劇監製、總製片人、主角三職時提出改名《军师联盟》，雖是講司马懿故事，卻也是一代眾多軍師鬥智的群戲，而以《大军师司马懿》涵蓋上部《军师联盟》、下部《虎啸龙吟》。因此起初宣傳採《军师联盟》，播出前才加前綴變成《大军师司马懿之军师联盟》，前綴及英文名「The Advisors Alliance」（军师联盟）亦延續至《虎啸龙吟》前期宣傳版本。同樣播出前名稱又變動，將《大军师司马懿之虎啸龙吟》改為军师联盟之《虎啸龙吟》，逕以簡稱《虎啸龙吟》播放。

## 剧情简介
《軍師聯盟》
该剧传奇地展现曹魏政治家和军事家司马懿（吴秀波饰）的前半生，展现一个波澜壮阔的后三国英雄时代。三国乱世，群雄逐鹿。在这场权力的爭奪中，少时的司马懿本是謹小慎微的青年书生，只求隐居于山野，与心爱的妻室默默度过此生。为抵抗出仕，他不惜亲手断腿，谁想数十年后，他百忍成金，成为名符其实的“三国终结者” ！司马懿因“鹰视狼顾”之相，回头看了曹操（于和伟饰）一眼，从此和曹家结下不解之缘。他被曹操强行徵辟为官，一脚踏入曹家暗流汹涌的夺嫡之争。他对抗心狠手辣的杨修（翟天临饰）和猜疑他的曹操，一心将曹丕（李晨饰）送上魏國世子的宝座，辅佐曹丕成为大魏开国明主，开创新政、扶持士族、抑制宗室，戮力稳定魏国的富强。司马懿与曹丕是君臣，更是半生知己，同患难、共进退，却在权力争斗与猜忌中渐行渐远；他对结发妻子张春华（刘涛饰）忠贞不渝，却又不得不接受曹丕赏赐的美人柏灵筠（张钧甯饰）。
《虎嘯龍吟》
该剧主要从司马懿（吴秀波饰）面对一生劲敌诸葛亮（王洛勇饰）开始讲起，叙述其在群雄割据的后三国时期实现从辅臣到权臣的转变。从司马懿戎装佩剑意气风发，到诸葛亮手持白翎羽扇挥斥方遒，都预示着一场场觸發於魏國西線的对战。征孟达、石亭之战、高平陵之变，以及司马懿与魏明帝曹叡（刘欢饰）的关系都在剧中道来。司马懿的身份会变为“托孤重臣”，进一步走入曹叡、曹芳时代的帝國中枢，并遇到人生中最大的敌手诸葛亮。他与诸葛亮在六出祁山的较量中相知相惜，五丈原秋风一曲梁甫吟，他險胜了毕生最强大的对手，却对着飘渺的棋局失声痛哭。在垂暮之年，魏国主幼臣庸，他又默默积蓄力量，忍辱负重，最终一击成功，平定魏国的内乱。他有保国安民的丰功伟绩，也有残酷卓绝的明争暗算，奠定结束乱世的基础。朝堂权谋、帝王心术，战场對恃、禁中博弈……看司马懿如何在豪杰辈出的年代杀出一条血路。

## 播出時間
《軍師聯盟》
| 頻道          | 所在地        | 播出日期       | 播出時間                                               |
| 江蘇衛視      | 中国大陆      | 2017年6月22日  | 週一至週六 19:30 連播兩集。 週日 19:30 播出一集。      |
| 安徽衛視      | 中国大陆      | 2017年6月22日  | 週一至週六 19:30 連播兩集。 週日 19:30 播出一集。      |
| 优酷          | 中国大陆      | 2017年6月22日  | 黃金會員，提前一天搶先看。 非會員，00:00 更新。        |
| 愛奇藝臺灣站  | 臺灣          | 2017年6月22日  | VIP黃金會員，00:00 更新。 （第一集免費）               |
| Astro全佳HD   | 马来西亚      | 2017年7月27日  | 高清大剧 每晚 19:00－20:00                             |
| 中華TV        | 大韓民國（ ） | 2017年9月4日   | 週一至週五 23:00－00:00                                |
| 佳樂台        | 新加坡        | 2017年12月13日 | 星期一至五 22:10－23:05                                |
| 中視主頻      | 臺灣          | 2017年12月25日 | 週一至週五 21:00－22:00                                |
| 城市電視      | 加拿大        | 2018年3月8日   | 星期一至五 14:00－17:00、18:30－21:30、22:35－01:35    |
| 緯來戲劇台    | 臺灣          | 2018年4月6日   | 週一至週五 22:00－23:00                                |
| 遼寧衛視      | 中国大陆      | 2018年6月7日   | 每晚 19:40 - 21:10                                     |
| 廣西衛視      | 中国大陆      | 2018年6月8日   | 每晚 19:35 - 21:10                                     |
| WOWOW         | 日本          | 2018年7月14日  | 週六 11:00－13:00                                      |
| 愛爾達綜合台  | 臺灣          | 2019年10月28日 | 星期一至五 19:00 - 21:00 （10/28-11/13 19:00 - 20:00） |
| LiTV 線上影視 | 臺灣          | 2023年9月1日   | 全劇上架                                               |

《虎嘯龍吟》
| 頻道          | 所在地   | 播出日期       | 播出時間                                                  |
| 优酷          | 中国大陆 | 2017年12月7日  | 黃金會員每周二及周四20:00抢先看4集。 非會員，00:00 更新。 |
| 愛奇藝臺灣站  | 臺灣     | 2018年1月30日  | VIP黃金會員全集看 (前3集免費)                             |
| Astro全佳HD   | 马来西亚 | 2018年2月24日  | 高清大剧 每晚 19:00－20:00                                |
| 中華TV        |          | 2018年3月29日  | 週一至週五 23:00－00:00                                   |
| 佳樂台        | 新加坡   | 2018年2月13日  | 星期一至五 22:10－23:05                                   |
| 中視主頻      | 臺灣     | 2018年6月18日  | 週一至週五 21:00－22:00                                   |
| WOWOW         | 日本     | 2018年12月15日 | 週六 11:00－13:00                                         |
| 愛爾達綜合台  | 臺灣     | 2019年12月4日  | 星期一至五 19:00 - 21:00 （首集20:00）                    |
| LiTV 線上影視 | 臺灣     | 2023年9月6日   | 全劇上架                                                  |

## 《军师联盟》演员名单

### 司馬家
| 演员                             | 角色   | 介绍 |
| 吴秀波                           | 司馬懿 | 字仲達，晉宣帝（追尊），三國時期魏國杰出的政治家、軍事家。官至魏國太傅（獲命丞相但拒受），封舞陽侯。魏文帝曹丕四友之一。儒梟、隱雄、全才，他目光久遠，為曹氏家族效力多年，深知曹氏家族忌諱的能力，在大家以為他馬上就要一人之下萬人之上的時候，他選擇裝瘋賣傻逃過馬上就要來臨的殺頭之禍，最終成為中國歷史上唯一一位從儒生變為開國之君的梟雄。青年司馬懿原本是一個行事謹慎的文弱書生，因「鷹視狼顧」之相，回頭看了曹操一眼，從此便和曹家結下不解之緣。自此三國多少雄魂英豪，盡終於他股掌——離間劉備、孫權；假孫權之手，除關羽、助曹操；與陸遜棋逢對手；任諸葛孔明奇策善謀，都未勝過他。歷任驃騎將軍、三公太尉、上公太傅（最高榮銜）。在司馬懿死後的第十七年，其孫司馬炎（晉武帝）建立晉王朝，三國歸晉，一統天下。 |
| 王东                             | 司馬孚 | 字叔達，司馬朗、司馬懿的弟弟，晉朝安平王。歷仕魏國五代皇帝，官至晉朝太宰，始終以魏臣自居。眼神中都透著忠厚仁孝。深深理解兄長的抱負志向，堅定地認為兄長的選擇是正確的，他鼓起勇氣來和兄長站在統一戰線，時常擔心著兄嫂家人的安危。他對郭照一見鍾情，同情並愛憐著這個受盡折磨的姑娘，許諾守護她一世。但是郭照愛上曹丕，知道自己的力量太小不足以實現她的夢想，便默默放手讓她追求自己的幸福，卻又在一直在暗中保護著她。老年的司馬懿為權癲狂，大開殺戒，司馬孚又堅定地站出來反對兄長，和兄長反目，掛印辭官。司馬孚是亂世中的君子，堅守著沒有被權力污染、沒有被亂石摧毀的赤子之心，是亂世廝殺中的一抹亮麗光明。見證晉王朝的誕生。                                                                                     |
| 肖顺尧 童年：荣梓杉 幼年：林靖喆 | 司馬師 | 字子元，晉景帝（追尊），司馬懿與張春華的長子，官至大将军，曹魏權臣，西晉王朝奠基人。是父親的得力助手。他是個樸實敦厚，剛毅忠勇的男子，他與許多人的關係都相當和諧。在妻子慘死、與夏侯玄的決裂之後，一系列的慘劇在其身上上演，而他也轉變以往的態度，成為父親忠實的繼承者。在司馬懿死後繼位為魏國大將軍，執掌司馬家族所有權力，多次平定叛亂，最終因眼珠崩裂潰爛（劇中改为眼珠被夏侯玄刺瞎），不治身亡。 |
| 檀健次 童年：梅子涵              | 司馬昭 | 字子上，晉文帝（追尊），司馬懿與張春華的次子，官至相国（复置），曹魏權臣，西晉王朝奠基人。與司馬師相比，他則顯得更加聰慧果決，更能體會父親的良苦用心，也更有野心和手段。這是個尚未得勢的野心家，是個比父親還堅韌狠辣的政治家。他能夠下手將嫂子殺害，也能夠冒天下之大不韙提出讓父親篡位，司馬懿預感到將來司馬家成也在昭敗也在昭。在司馬懿、司馬師死後接掌司馬家族的所有權力，任命鍾會和鄧艾消滅蜀國，成為晉王。 |
| 張志忠                           | 司馬防 | 字建公，司馬朗、司馬懿及司馬孚之父，東漢京兆尹。曾推薦曹操擔任洛陽北部尉。亦有稱呼為司馬芳，字文豫。 |
| 李佑伟                           | 司馬朗 | 字伯達，司馬懿、司馬孚之兄，东汉兖州刺史，死於瘟疫。 |
| 劉濤                             | 張春華 | 司馬懿之正室，司馬師與司馬昭之生母，宣穆皇后（追尊）。性格非常出彩，是一個既能英氣十足，又充滿女人味的狠辣女子。花名「春小太歲」，果決勇猛，不讓鬚眉。對內可相夫教子；對外能追殺奸細，能夠化解曹丕繼位危機。成為司馬懿在面對朝堂的好幫手。到了遲暮之年，因司馬家突變，急火攻心油盡燈枯，臨終前對家人的一番告白後離開了人世。 |
| 張鈞甯                           | 柏靈筠 | 司馬懿之側室，司馬倫之生母。眼角透著媚、眉梢帶著俏，乍一看柔弱身姿何等冰雪可人。是曹丕賞賜司馬懿的美人，也是曹丕的眼線。柔弱貌美，心機深沉。司馬懿的才智與抱負讓她愛上這個男人，他也想插足司馬懿的家庭，但最終察覺到司馬懿夫婦的愛不可撼動，於是改變策略，一次次為司馬家傳遞消息，救司馬懿於危難之中。張春華臨終之前將司馬懿託付給她，她悉心照顧因為張春華的離去而裝瘋的司馬懿，希望他能早日振作起來，終於三年之後天時地利具備之時司馬懿甦醒，一舉戰勝曹爽，贏得大權，最後卻因為司馬懿討伐並勸降王凌後竟然還殘忍的對王凌做了誅三族的處置，一怒之下決定自行返回，在行進的馬車上遭遇意圖刺殺司馬懿的刺客，心灰意冷下甘願在馬車中被燒死。                                                                         |
| 陆妍淇                           | 小沅   | 柏夫人之丫鬟，最後被司馬昭殺害。 |
| 來喜                             | 侯吉   | 司馬府管家。努力讓自己和司馬家一家人幸福快樂，與司馬懿兄弟也親厚如手足。樸實忠厚樂天，在處世中時刻閃現出善良與智慧。懂得協調家事，是司馬懿一生的夥伴。喜歡小沅。在和小沅結為冥婚後次日，和司馬懿同日離世。 |
| 張逗逗                           | 夏侯徽 | 字媛容，司馬師妻子，夏侯尚女兒，夏侯玄妹妹。與司馬師是對恩愛的夫妻，賢妻良母，恪守婦道，儘管司馬昭對她多番愛慕她也並未有所改變，她是司馬師與夏侯玄成為好朋友好兄弟的紐帶，但隨著曹真與司馬懿新政的較量日漸加劇之時，夾在夏侯家和司馬家中間無法抉擇的她也在父親死後心神不安，偶然一次機會，她跟蹤司馬家的死士被司馬倫和司馬昭發現，之後被司馬昭殺害。她的死直接激化司馬師與夏侯玄之間的矛盾，二人從此反目。 |
| 賀美琦 童年：劉一涵              | 司馬柔 | 司馬師之長女。 |
| 蒲萄                             | 王元姬 | 司马昭之妻，司马炎、司马攸之母。 |

### 曹魏
| 演员       | 角色     | 介绍 |
| 于和伟     | 曹操     | 字孟德，魏武帝（追尊），東漢司空、丞相、魏王，曹魏政权的奠基者。东汉末年杰出的政治家、军事家、文学家。三曹之一。具有刚柔并济、恩威并重的的雷霆手段和复杂个性，进可金戈铁马，退可赋诗歌怀，有杀伐决断，也有儿女情长；有粗狂，也有细腻；有威严，也有泼皮无赖。令人难以揣度，气魄雄伟，有乱世之英雄本色。劇中於上部第23集死去。 |
| 李晨       | 曹丕     | 字子桓，魏文帝，東漢五官中郎將，魏国开国皇帝，三国时期政治家、文学家。魏武帝曹操之次子，卞皇后之長子。三曹之一。文采风流，俊朗潇洒，文武双全，是一位诗人天子。虽然荀彧教会他身为君王的克制，却也没能阻止后来“煮豆燃豆萁”的骨肉相殘。青年曹丕因父亲对其不断打压和猜疑，让他找到了艰难求生存的策略，在司马懿的辅佐下一步步接近世子的位置。他和司马懿志趣相投，都有对乱世的感慨和平定乱世的渴望，故而他隐忍温和，在斗争中将自己飞扬的性格和喜好一点点地隐藏，他的韬略和心机在增长，将那颗多情的心慢慢磨平，包装成为一个恭敬端方的正直权利继承人。即位后，他变得放纵冷酷，对司马懿更加的猜疑，他利用司马懿为自己实现的新政，转移同宗的怨恨，也依靠司马懿来实现他们共同的理想：富国强兵，平定乱世。於下部第1集駕崩。                                                                                                  |
| 张芷溪     | 甄宓     | 魏文昭皇后，曹叡之生母，三国时期倾国倾城的美人。“江南有二乔，河北甄宓俏”，魏文帝曹丕的皇后。美艳绝伦，引无数英雄竞折腰。原为袁绍次子袁熙之妻，因袁绍战败被曹丕所救，被曹操指婚给曹丕，她外柔内刚，不屈从于环境，却也难苟活于乱世。她美貌绝伦，曹丕和曹植都为她倾心，然而曹操的指婚目的却将她的婚姻毁了，他不过是措辞用来让两个儿子竞争的工具。她的婚姻变成一场彻头彻尾的悲剧，曹丕听闻曹植也喜欢她后，误会她和曹植有私情，对他一直冷淡。她和曹植只是诗文音乐上的知音，在曹植遇难时，忍不住一次次为曹植求情救他，这也加深丈夫对她的误会。她天真深情，不屑与阴谋，不肯屈从环境，宫廷争斗中她是弱者。她知道曹丕不能容忍她作太子之母，为了保全儿子的太子位，她选择自尽。临死前要求司马懿不负约定，扶他儿子登上皇位。她是一个诗意的美人，传说中的洛神，温柔执着，天真深情，隐忍悲苦。曹叡继位追谥其母亲为文昭皇后。 |
| 唐艺昕     | 郭照     | 字女王，魏文帝文德皇后，永安宮皇太后。张春華之義妹，聰慧貌美，有禮有節。她與張春華情同姐妹，危難中與她守望相助；她對曹丕忠貞不渝，兩人患難與共。在三國亂世之中，一生堅強篤定，從未向命運妥協。聰慧美麗，雍容大氣。她對愛情堅定而有主見，寧願做一个卑賤的妾室，只為能夠在曹丕身邊扶助他。她深陷後宮爭鬥，卻没有選擇靠謀害甄宓上位，並溫柔地對待曹叡，也讓曹丕逐漸信任她，力排眾議冊封她為皇后。曹叡因為母親去世而恨她，將她一步步逼上死路。她選擇自盡，為了維護自己的清白更為了實現與曹丕合葬的心願。 |
| 陆玲       | 卞夫人   | 曹操的正室，武宣皇后（追尊），曹丕、曹彰、曹植、曹熊之生母。 |
| 章贺       | 曹真     | 字子丹，魏国重臣，曹魏大都督。曹操族子，曹魏名将，曹爽之父。官至大司马，屡次对抗诸葛亮北伐。剑眉虎目、浩然正气。作为曹操养子，亦是大将之才。此人为人张扬，虽是武将，外表粗犷，内心却心思慎密，城府极深。曹真一生所期望的是，一人之下万人之上的权力与荣誉，他嫉恨司马懿，不忿曹丕宠信外人，希望曹丕只重用曹氏家族势力的代表，不遗余力排挤陷害司马懿。他是曹氏家族的代表，他对曹丕忠心耿耿，终于有一日明白实际上压制曹氏的真正幕后者是曹丕而非司马懿，对曹丕心痛转而仇恨。曹真结局为了和司马懿争功，他主动伐蜀，无功而返，羞愧而死，临死前仍叮咛曹叡小心司马懿。曹真虽然是司马懿的对手，却并非邪恶之徒，他捍卫的是曹氏的权利，他深爱魏国，在明白受骗之前，对曹丕也是忠贞不二。 |
| 杜星奇     | 曹休     | 字文烈，魏國的重要將領；曹操的族子，視如已出。官至大司馬。 |
| 郭洺宇     | 曹彰     | 字子文，曹操与卞皇后所生第二子，武艺过人，能與猛獸搏鬥，曹操稱其為“黃鬚兒”。 |
| 王仁君     | 曹植     | 字子建，曹操與卞皇后所生第三子，建安文學的代表人物，满腹诗书、出口成章、聪慧机敏且风度翩翩的世家子弟。三曹之一。曹丕、曹彰之弟，才華橫溢，當世第一才子。為人天真自負，風流縱情，本性善良纯真、坦率自然，对父母敬重孝顺，对兄弟真诚友爱，对爱人温柔体贴，有惊世才华亦有报国之心，更在年少时便随父多次西征，為曹操所鍾愛，雖然追求太子位，卻缺乏政治才能，雖然猶豫卻也默許屬下對抗兄長。對甄宓一往情深不能自拔，這點深被曹丕忌諱，在曹丕當上皇帝之後，受人所害被曹丕關押也因此受折磨。 |
| 李龍       | 许褚     | 字仲康，漢末三國時曹魏名將，主要負責曹操的護衛工作。力如虎而痴，在軍中被稱為「虎痴」。 |
| 杨涵斌     | 夏侯惇   | 字元让，曹魏开国元勋，官至大将军，夏侯渊族兄，東漢末年曹魏名將。 |
| 羅愛新     | 夏侯渊   | 字妙才，夏侯惇族弟，東漢末年曹魏名將。 |
| 常晋       | 曹仁     | 字子孝，曹操从弟，東漢末年曹魏名將。 |
| 陈之辉     | 曹洪     | 字子廉，三國時期曹魏重要將領，曹操從弟。 |
| 刘锦辉     | 曹冲     | 字倉舒，曹操之庶子，从小聪明仁爱，与众不同，深受曹操喜爱，有“神童”之名聲。 |
| 达来哈里呼 | 曹彪     | 字朱虎，曹操之子。 |
| 赵昕       | 子夜     | 邓艾妻子。被曹洪所殺。 |
| 刘旭       | 張遼     | 字文远，三國時期曹魏的名將，五子良将之首。 |
| 卫羽       | 徐晃     | 字公明，三國時期曹魏的名將，五子良將之一。 |
| 李雨洋     | 清河公主 | 曹操长女，端姿秀麗，貌若天仙。生母刘夫人，下嫁夏侯楙。 |
| 赵蕴卓     | 東鄉公主 | 魏文帝曹丕之女，母親是甄夫人。 |
| 程诚       | 夏侯玄   | 字太初，夏侯尚之子，夏侯徽哥哥，后因妹妹惨死、高平陵事变与司马家对立，并刺瞎司马师一只眼睛以示决裂，最终被司马师满门抄斩。 |
| 尹国华     | 施淳     | 曹丕內侍，曹丕死後於太廟長伴曹丕。 |
| 徐敏       | 鍾繇     | 字元常，三國時期曹魏重臣、書法家，任大理寺卿、廷尉。司马防、司马懿之好友，其次子钟会为司马懿门生。 |
| 王力       | 滿寵     | 字伯寧，三國時期曹魏重臣，任廷尉，以严峻刑法、拷问手段残酷著称。 |
| 褚栓忠     | 陈群     | 字長文，荀彧之女婿，三國時期曹魏政權重臣、魏国大司空，「九品官人法」的創建者。曹丕四友之一。 |
| 王增奇     | 吴质     | 字季重，東漢末及三國時曹魏官員，曹丕四友之一。 |
| 曹磊       | 郭嘉     | 字奉孝，曹魏五谋臣之一，司空府军师祭酒，鬼才军师。羽扇纶巾，恣意随性，风流不羁，聪明，细心，沉稳冷静。知道司馬懿用心深遠，想以智谋压制司馬懿。但却英年早逝，临死前告诉曹操，司马懿用心深远，若不能用，则杀之。曹操为其之死非常难过。 |
| 柳玉林     | 程昱     | 字仲德，曹魏五谋臣之一，三國時魏國將領和政治家。原名程立，因夢中於泰山捧日，被曹操更名程昱。 |
| 杨猛       | 荀攸     | 字公達，曹魏五谋臣之一，荀彧之侄。年齡大叔父六歲。 |
| 刘凌志     | 邓艾     | 字士載，本名邓範，字士則，因與同鄉人同名而改名，魏国军事家，司馬懿之門生。出身农家小吏，青年时贫寒孤苦，克己用功，因先天口吃，纵手握灵蛇之珠，荆山之玉，却被埋没，成为曹洪将军府中的收租小吏。但其中直不阿，廉洁爱民，被司马懿力荐为官。以屯田养兵之策，助司马懿平息内乱，建曹魏大业，奠定天下一统的基础。终于成为一代名臣。也是攻灭蜀汉的最大功臣。 |
| 刘岳       | 鍾會     | 字士季，大理寺卿钟繇之子，魏国名将，司馬懿之門生。高傲的世家公子，家學淵源，博覽群書、过目不忘，同时才思敏锐、见解独到，深受皇帝乃至群臣的赏识。如此的环境，养成了桀骜不驯的性格，与邓艾一并攻灭蜀汉，后因图谋称王发动叛乱被处决。 |
| 李晟烨     | 夏侯楙   | 字子林，三國時代魏國的武將與官員，是曹操麾下重要將領夏侯惇之子，與曹丕交情較深。 |
| 张兴哲     | 夏侯尚   | 字伯仁，夏侯玄及夏侯徽父亲。是曹操麾下將領夏侯淵之侄。 |
| 王琇强     | 贾逵     | 字梁道，本名衢。是曹魏政權中具有政治、軍事才幹的人物，終其一生為曹魏的統一事業作出貢獻。 |
| 栾浚威     | 丁仪     | 字正禮，三國時魏國文學家，丁沖之子，丁廙之兄。因他有眼病而娶不到清河公主對曹丕感到痛恨。 |
| 言杰       | 孫禮     | 字德達，三国时期曹魏将领，为人刚毅而有勇略。 |
| 沈雪煒     | 灌均     | 曹魏监国谒者。魏文帝曹丕安插在曹植身边监察的眼线。 |
| 呂新順     | 棧潛     | 曹魏大臣。 |
| 陆思宇     | 汲布     | 武功高强的校事府校尉，曹丕的得力手下。年少时是独行剑侠，黄巾之乱时偶遇张春华，对她一见倾心。多年后张春华嫁入司马府，他将对她的爱恋转化为守候，多次救司马家与危难之中。 |

### 东汉
| 演员   | 角色   | 介绍 |
| 翟天临 | 楊修   | 字德祖，出身东汉名门“弘农杨氏”。丞相府主簿，颇受争议的旷世奇才。与司马懿分别辅佐曹操的两个儿子，曹植和曹丕，展开了一场激烈的王位之争。出身世代簪缨之家，太尉杨彪之子。凭借惊世才华得到曹操赏识，却也因才华被曹操下令所杀。颇受争议的旷世奇才。他一生每分每秒都在备战。可叹成是外露的那点聪明，败也是外露的那点聪明。       |
| 王劲松 | 荀彧   | 字文若，陳群之岳父，荀攸之堂叔，出身东汉名门“颍川荀氏”。司马懿的老师，东汉尚书令。曹操五谋臣之首。被譽為“王佐之才”，曹操稱讚為“吾之子房”，同時也是曹操统一北方的首席谋臣和功臣。因为内心忠于汉室，而他与曹操又有着深厚的情谊，加上骨子里的正义感，使荀彧要独善其身在各种势力之间周旋，后因曹操脱离汉室自立为王而选择自杀。 |
| 柳健   | 楊彪   | 字文先，东汉太尉。杨修之父，出身东汉名门“弘农杨氏”。 |
| 李曉龙 | 田六   | 校事府派來監視司馬懿的間諜，如果發現他裝病，曹操下令格殺勿論。當他發現司馬懿站起來時，立馬跑掉，張春華立即追上去，本來要殺她卻反被殺，屍體由汲布妥善處理好，並且要司馬家當做什麼事沒發生過。 |
| 王泽清 | 崔琰   | 字季珪，司空崔林的从兄。 |
| 刘顾浩 | 崔申   | 司马门守卫，崔琰之侄。 |
| 张军   | 张音   | 东汉高庙使，汉献帝禅位于曹丕，使其持节奉玺至魏王宫。 |
| 張勇民 | 法建   | |
| 崔懷杰 | 里正   | |
| 王茂蕾 | 刘协   | 字伯和，汉献帝，是东汉王朝最后一位皇帝。最後禅位于曹丕，並被封為山陽公，曹丕准許他仍以朕自稱。 |
| 虞书欣 | 大公主 | 刘协之女，汉家公主。 |
| 吴雨珏 | 小公主 | 刘协之女，汉家公主。 |
| 赵彦民 | 董承   | 东汉末年将领、外戚，汉献帝刘协妃嫔董贵人之父。 |
| 谈莎莎 | 董貴人 | 汉献帝嫔妃，董承之女。 |
| 许还山 | 华佗   | 字元化，三国医学家。精通内、外、妇、儿、针灸各科，对外科尤为擅长。后因不服曹操征召被杀，所著医书已佚。 |
| 任宇   | 刘桢   | 字公幹，東漢時期文學家。建安七子之一。官至尚书令，其人博学有才，警悟辩捷，以文学见贵。 |
| 侯桐江 | 方伯   | 司空府马夫。 |
| 李镇泽 | 小周   | 司空府马夫。 |

### 蜀汉
| 演员   | 角色 | 介绍 |
| 王伯昭 | 刘备 | 字玄德，三国时期蜀汉开国皇帝、政治家，諡號昭烈皇帝。剧中于上部第1集登场。                                   |
| 黄俊鹏 | 徐庶 | 字元直，原名福，出身寒門單家，諸葛亮和司馬懿的好友。向刘备推荐诸葛亮為軍師的關鍵人物。剧中于上部第1集登场。 |

### 東吳
| 演员   | 角色 | 介绍 |
| 丁海峰 | 孙权 | 字仲谋，三国时期東吳开国皇帝、政治家，諡號大皇帝。 |
| 卢星宇 | 陸遜 | 字伯言，本名陆议，孙策女婿，三國時期的東吳名將，吴国四大都督之一。定威将军，孙权侄婿，俊美，善谋略，东吴政治新星。在司马懿出使吴国之际，请求孙权出兵，与魏国联合讨伐关羽，并因此与司马懿达成共识。最终令关羽身亡，换来东吴的长治久安，后来在石亭之战中运用计谋，以寡敌众取得胜利，在三国历史上有重要意义。 |
| 王虎城 | 張昭 | 字子布，東吳重臣。 |
| 李海鹰 | 周泰 | 字幼平，三国时期東吳名将，江表之虎臣之一。 |
| 惠军平 | 朱然 | 字義封，本名施然，三國時期東吳重要將領，毗陵侯朱治的外甥。 |

## 《虎啸龙吟》演员名单

### 司馬家
| 演员               | 角色   | 介绍 |
| 吴秀波             | 司马懿 | 字仲達，晉宣帝（追尊），三国时期魏国杰出的政治家、军事家。官至魏国太傅（获命丞相但拒受），封舞阳侯。魏文帝曹丕四友之一。儒枭、隐雄、全才，他目光久远，为曹氏家族效力多年，深知曹氏家族忌讳的能力，在大家以为他马上就要一人之下万人之上的时候，他选择装疯卖傻逃过马上就要来临的杀头之祸，最终成为中国历史上唯一一位从儒生变为开国之君的枭雄。青年司马懿原本是一個行事谨慎的文弱书生，因為擁有“鹰视狼顾”之相，回头看了曹操一眼，从此便和曹家结下不解之缘。自此三國多少雄魂英豪，盡終於他股掌——離間劉備、孫權；假孫權之手，除關羽、助曹操；與陸遜棋逢對手；任諸葛孔明奇策善謀，都未勝過他。历任驃騎将军、三公太尉、上公太傅（最高荣衔）。在司马懿死后的第十七年，其孫司马炎（晉武帝）建立晉王朝，三国归晋，一统天下。 |
| 王东               | 司馬孚 | 字叔達，司馬朗、司马懿的弟弟，晋朝安平王。历仕魏国五代皇帝，官至晉朝太宰，始终以魏臣自居。眼神中都透着忠厚仁孝。深深理解兄长的抱负志向，堅定地认为兄长的选择是正确的，他鼓起勇气来和兄长站在统一战线，时常担心着兄嫂家人的安危。他对郭照一见钟情，同情并爱怜着这个受尽折磨的姑娘，许诺保护她的一生。但是郭照爱上曹丕，知道自己的力量太小不足以实现她的梦想，便默默放手让他追求自己的幸福，却又在一直在暗中关怀保护着她。老年的司马懿为权癫狂，大开杀戒，司马孚又坚定地站出来反对兄长，和兄长反目，挂印辞官。司马孚是乱世中的君子，坚守着没有被权力污染、没有被乱石摧毁的赤子之心，是乱世厮杀中的一抹亮色。见证晋王朝的诞生。                                                                                       |
| 肖顺尧             | 司马师 | 字子元，晋景帝（追尊），司马懿与张春华的长子，官至大将军，曹魏权臣，西晋王朝奠基人。是父亲的得力助手。他是个朴实敦厚，刚毅忠勇的男子，他与许多人的关系都相当和谐。在妻子惨死、与夏侯玄的决裂之后，一系列的惨剧在其身上上演，而他也转变以往的态度，成为父亲忠实的继承者。在司马懿死后继位为魏国大将军，执掌司马家族所有权力，多次平定叛乱，最终因眼珠崩裂溃烂（劇中改为眼珠被夏侯玄刺瞎），不治身亡。 |
| 檀健次             | 司马昭 | 字子上，晋文帝（追尊），司马懿与张春华的次子，官至相国（复置），曹魏权臣，西晋王朝奠基人。与司马师相比，他则显得更加聪慧果决，更能体会父亲的良苦用心，也更有野心和手段。这是个尚未得势的野心家，是个比父亲还坚韧狠辣的政治家。他能夠下手將嫂子杀害，也能夠冒天下之大不韙提出讓父親篡位，司馬懿預感到將來司馬家成也在昭敗也在昭。在司马懿、司马师死后接掌司马家族的所有权力，任命钟会和邓艾消灭蜀国，成为晋王。 |
| 刘涛               | 張春華 | 司马懿之正室，司马师與司马昭之生母，宣穆皇后（追尊）。性格非常出彩，是一个既能英气十足，又充满女人味的狠辣女子。花名“春小太岁”，果决勇猛，不让须眉。对内可相夫教子；对外能追杀奸细，能够化解曹丕继位危机。成为司马懿在面对朝堂的好帮手。到了迟暮之年，因司马家突变，急火攻心油尽灯枯，临终前对家人的一番告白后离开了人世。 |
| 张钧甯             | 柏灵筠 | 司马懿之侧室，司馬倫之生母。眼角透著媚、眉梢帶著俏，乍一看柔弱身姿何等冰雪可人。是曹丕赏赐司马懿的美人，也是曹丕的眼线。柔弱美貌，心机极深。司马懿的才智与抱负让她爱上这个男人，他也想插足司马懿的家庭，但最终察觉到司马懿夫妇的爱不可撼动，于是改变策略，一次次为司马家传递消息，救司马懿于危难之中。张春华临终之前将司马懿托付给她，她悉心照顧因為张春华的離去而装疯的司马懿，希望他能早日振作起来，终于三年之后天时地利具備之时司马懿苏醒，一举战胜曹爽，赢得大权，却在这时柏灵筠因为护卫司马懿的安全，在行进的马车上遭刺客的暗杀而死，司马懿也因此更加疯狂地残杀与己见不同之人。 |
| 陆妍淇             | 小沅   | 柏夫人之丫鬟。 |
| 来喜               | 侯吉   | 司马府管家。努力让自己和司马家一家人幸福快乐，与司马懿兄弟也亲厚如手足。朴实忠厚乐天，在处世中时刻闪现出善良与智慧。懂得协调家事，是司马懿一生的伙伴。喜歡小沅。在和小沅結為冥婚後次日，和司馬懿同日離世。 |
| 蒲萄               | 王元姬 | 司马昭妻子，王朗之孫女，王肅之女，文明皇后，晉武帝司马炎之母。劇中於下部第36集初登場。 |
| 张逗逗             | 夏侯徽 | 字媛容，司马师妻子，夏侯尚女儿，夏侯玄妹妹。与司马师是对恩爱的夫妻，贤妻良母，恪守妇道，尽管司马昭对她多番爱慕她也并未有所改变，她是司马师与夏侯玄成为好朋友好兄弟的纽带，但随着曹真与司马懿新政的较量日渐加剧之时，夹在夏侯家和司马家中间无法抉择的她也在父亲死后心神不安，偶然一次机会，她跟踪司马家的死士被司马伦和司马昭发现，之后被司马昭杀害！她的死直接激化司马师与夏侯玄之间的矛盾，他们二人从此反目。 |
| 刘奇 童年:卢瑾灏   | 司马伦 | 字子彝，司馬懿與柏夫人所生的第九子。 |
| 贺美琦 童年:刘一涵 | 司马柔 | 司马师之长女。 |
| 待確認             | 司马灵 | 司马师之次女。 |
| 待確認             | 司马炎 | 司马昭之子，晉武帝，建立晉王朝，三国归晋，一统天下。 |

### 曹魏
| 演员               | 角色     | 介绍 |
| 刘欢 童年:黄毅     | 曹叡     | 字元仲，魏明帝，曹丕、甄宓长子。魏国第二位皇帝，二十三岁即位，军事指挥颇有建树。眼神中透着一丝偏执阴鸷，一生被仇恨所累。极端聪慧，偏执阴翳，小时候因为目睹母亲的死，给他的少年时代留下了深刻的阴影。他深深仇恨父亲和郭照，认为是他们害死了母亲。作为一个帝王，他极为精明，他对曹丕给他安排的四大辅臣格局极为不满，渴望专权。他驾驭大臣阴刻寡恩，在许多大臣身边遍布眼线，对他们一举一动了如指掌。曹叡一生政由己出，连司马懿都只是他集权的棋子，虽然几度想置司马懿于死地，最後病逝前仍將託孤大任交給司馬懿。 |
| 陈喆伦 童年:盛梓航 | 曹芳     | 字蘭卿，曹叡养子，魏国第三位皇帝。是曹魏第一位傀儡皇帝，實權先後由曹爽、司馬懿和司馬師掌握。終被司馬師叛逆發動政變推翻。 |
| 唐艺昕             | 郭照     | 字女王，魏文帝文德皇后，永安宫皇太后。张春华之义妹，聪慧貌美，有礼有节。她与张春华情同姐妹，危难中与她守望相助；她对曹丕忠贞不渝，两人患难与共。在三国乱世之中，一生坚强笃定，从未向命运妥协。聪慧美貌，雍容大气。他对爱情鉴定而有主见，宁愿做一个卑贱的妾室，只为能够在曹丕身边扶助他。她深陷后宫争斗，却没有选择靠谋害甄宓上位，並温柔滴对待曹睿，也让曹丕逐渐信任她，力排众议册封她为皇后。曹睿因为母亲而恨她，将她步步逼上死路。她最終维护住自己的清白，也实现与曹丕合葬的心愿。 |
| 文靜               | 郭太后   | 魏明元皇太后，魏明帝曹叡妻子，魏明帝曹叡的皇后。出身于河西大族，明元皇太后。 |
| 章贺               | 曹真     | 字子丹，魏国重臣，曹魏大都督。曹操族子，曹魏名将，曹爽之父。官至大司马，屡次对抗诸葛亮北伐。剑眉虎目、浩然正气。作为曹操养子，亦是大将之才。此人为人张扬，虽是武将，外表粗犷，内心却心思慎密，城府极深。曹真一生所期望的是，一人之下万人之上的权力与荣誉，他嫉恨司马懿，不忿曹丕宠信外人，希望曹丕只重用曹氏家族势力的代表，不遗余力排挤陷害司马懿。他是曹氏家族的代表，他对曹丕忠心耿耿，终于有一日明白实际上压制曹氏的真正幕后者是曹丕而非司马懿，对曹丕心痛转而仇恨。曹真结局为了和司马懿争功，他主动伐蜀，无功而返，羞愧而死，临死前仍叮咛曹睿小心司马懿。曹真虽然是司马懿的对手，却并非邪恶之徒，他捍卫的是曹氏的权利，他深爱魏国，在明白受骗之前，对曹丕也是忠贞不二。 |
| 杜奕衡             | 曹爽     | 字昭伯，魏国权臣，大司马曹真之子，野心勃勃，优柔寡断。曹魏大将军，与司马懿并为魏明帝托孤大臣。他早得高位，志得意满，骄横恣纵，任用私人，专权乱政，起居自比皇帝，对司马懿步步紧逼，极具羞辱之能事，对待曹芳母子也霸道骄横，是一个权臣。但他缺少谋略，刚愎自用，粗疏大意，被司马懿麻痹，自高平陵之变后，因谋反之罪，在朝议后被诛族。 |
| 杜星奇             | 曹休     | 字文烈，魏國的重要將領；曹操的族子，視如已出。官至大司馬。 |
| 时光               | 曹宇     | 字彭祖，曹操之子，环夫人所生，曹冲、曹据之同胞兄弟，魏元帝曹奐之父。 |
| 付正阳             | 曹肇     | 字長思，三國時代曹魏將領，大司馬曹休之子。 |
| 达来哈里呼         | 曹彪     | 字朱虎，曹操之子。 |
| 鄧燕歌             | 蒹葭     | 曹爽妻子，最終因爲被利用，連累曹爽全家被族誅，後看著曹爽全家處死發瘋。 |
| 李雨洋             | 清河公主 | 曹操长女，端姿秀麗，貌若天仙。生母刘夫人，下嫁夏侯楙。 |
| 郑心潼             | 刘氏     | 魏齐王曹芳之生母。 |
| 程诚               | 夏侯玄   | 字太初，夏侯尚之子，夏侯徽哥哥，后因妹妹惨死、高平陵事变与司马家对立，并刺瞎司马师一只眼睛以示决裂，最终被司马师满门抄斩。 |
| 张天阳             | 辟邪     | 曹叡内侍，曹叡死後被曹爽殺。 |
| 尹国华             | 施淳     | 曹丕內侍，曹丕死後於太廟長伴曹丕。 |
| 朱勇林             | 韩琳     | 曹爽內侍。 |
| 翟万臣             | 王凌     | 字彦云，三國時代曹魏重臣、魏國太尉，东汉司徒王允之侄，对曹魏政权忠心耿耿，因不满司马懿专权而图谋兵变，最终三族被族诛。 |
| 徐敏               | 鍾繇     | 字元常，三國時期曹魏重臣、書法家，任大理寺卿、廷尉。司马防、司马懿之好友，其次子钟会为司马懿门生。 |
| 王力               | 滿寵     | 字伯寧，三國時期曹魏重臣，任廷尉，以严峻刑法、拷问手段残酷著称。 |
| 周艺华             | 蒋济     | 字子通，三國時代曹魏重臣、魏國太尉，四朝元老。在高平陵事变中协助司马懿，劝说曹爽投降。 |
| 褚栓忠             | 陈群     | 字長文，荀彧之女婿，三國時期曹魏政權重臣、魏国大司空，「九品官人法」的創建者。曹丕四友之一。 |
| 待確認             | 陈泰     | 字玄伯，三國時期曹魏政權重臣、魏国大司空陈群之子，任尚书，在高平陵事变中协助司马懿发动事变。 |
| 阎汶宣             | 何晏     | 字平叔，東漢末年大將軍何進之孫，曹操的婿養子，三國時期玄學家，魏晉玄學貴無派創始人。是曹爽的亲信之一。 |
| 赵寰宇             | 丁謐     | 字彥靖，三国时期曹魏大臣，典军校尉丁斐之子。是曹爽的亲信之一。 |
| 郭家诺             | 張郃     | 字儁乂，三國時期曹魏的名將，五子良將之一。於木門道中蜀軍埋伏，身中數箭而死。 |
| 刘凌志             | 邓艾     | 字士載，本名邓範，字士則，因與同鄉人同名而改名，魏国军事家，司馬懿之門生。出身农家小吏，青年时贫寒孤苦，克己用功，因先天口吃，纵手握灵蛇之珠，荆山之玉，却被埋没，成为曹洪将军府中的收租小吏。但其中直不阿，廉洁爱民，被司马懿力荐为官。以屯田养兵之策，助司马懿平息内乱，建曹魏大业，奠定天下一统的基础。终于成为一代名臣。也是攻灭蜀汉的最大功臣。 |
| 刘岳               | 鍾會     | 字士季，大理寺卿钟繇之子，魏国名将，司馬懿之門生。高傲的世家公子，家學淵源，博覽群書、过目不忘，同时才思敏锐、见解独到，深受皇帝乃至群臣的赏识。如此的环境，养成了桀骜不驯的性格，与邓艾一并攻灭蜀汉，后因图谋称王发动叛乱被处决。 |
| 何翔               | 郭淮     | 字伯濟，三國時代曹魏重要將領。 |
| 王梓               | 張虎     | 三國時代曹魏將領張遼之子。官至偏将军，封晋阳侯。 |
| 胡力               | 乐綝     | 三國時代曹魏將領五子良將之一樂進之子。 |
| 刘国际             | 劉放     | 字子棄，三國時代魏國大臣。 |
| 王岗               | 孫資     | 字彥龍，三國時代魏國大臣。 |
| 郭野               | 王双     | 字子全，三國時曹魏將領，諸葛亮第二次北伐時追擊撤還的蜀軍而戰死。 |
| 李晟烨             | 夏侯楙   | 字子林，三國時代魏國的武將與官員，是曹操麾下重要將領夏侯惇之子，與曹丕交情較深。 |
| 张兴哲             | 夏侯尚   | 字伯仁，夏侯玄及夏侯徽父亲。是曹操麾下將領夏侯淵之侄。 |
| 王琇强             | 贾逵     | 字梁道，本名衢。是曹魏政權中具有政治、軍事才幹的人物，終其一生為曹魏的統一事業作出貢獻。 |
| 言杰               | 孫禮     | 字德達，三国时期曹魏将领，为人刚毅而有勇略。 |
| 曹积强             | 孟達     | 字子度，本字子敬，因刘备的叔父名叫刘子敬，为避讳而改字。三国时期人物，原為蜀軍將领，後因得罪劉備而投靠魏國。 |
| 呂新順             | 棧潛     | 曹魏大臣。 |
| 趙作山             | 郝昭     | 字伯道，三國時代曹魏將領，曾在諸葛亮北伐戰爭中防守陳倉，成功抵禦諸葛亮的進攻。 |
| 王雷廷             | 費曜     | 或作費耀、費瑤，三国时期曹魏将领。因與蜀軍交戰中不降自刎。 |
| 待确认             | 夏侯獻   | 曹魏功臣夏侯氏出身，在魏官至中领军、领军将军。 |
| 待确认             | 夏侯霸   | 字仲权，曹魏功臣夏侯氏出身，夏侯渊之子，在司马懿发动高平陵之变后，夏侯霸害怕被害，投奔蜀国。 |
| 待确认             | 李丰     | 字安国，三國時魏國大臣，受皇帝曹芳衣带诏，欲以夏侯玄为大将军，诛杀司马师，最终被司马昭所杀。 |
| 待确认             | 张缉     | 字敬仲，三國時魏國大臣，受皇帝曹芳衣带诏，欲以夏侯玄为大将军，诛杀司马师，最终被司马昭所杀。 |
| 待确认             | 曹奂     | 字景明，是魏国末代皇帝，后禅让皇位给司马懿的孙子司马炎，最终导致曹魏政权的灭亡。 |
| 陆思宇             | 汲布     | 武功高强的校事府校尉，曹丕的得力手下。年少时是独行剑侠，黄巾之乱时偶遇张春华，对她一见倾心。多年后张春华嫁入司马府，他将对她的爱恋转化为守候，多次救司马家与危难之中。 |
| 李雨豪             | 邓贤     | 孟達外甥，司馬懿兵臨上庸時拿下其舅歸順。 |

### 蜀汉
| 演员   | 角色   | 介绍 |
| 王洛勇 | 诸葛亮 | 字孔明，号卧龙，三国时期蜀汉丞相、益州牧，中国历史上杰出政治家與發明家。三国史上傑出的智者，三國演義一書中的第一軍師，被司马懿称之为“天下奇才”。足智多谋、治军严谨、用兵如神。六出祁山北伐中原，多次与司马懿、曹真等魏国诸将展开智谋对决，司马懿和诸葛亮二人互为敌手，屡有胜负，更是知音，却也英雄惺惺相惜。诸葛亮他一生为复兴大汉王朝鞠躬尽瘁，死而后已，最终感动黎民社稷，逝世后连皇帝和百姓也为他垂泪。他是司马懿的命中最强大的对手，影响天下局势走向之宿敌。死后被对手司马懿所敬佩推崇，尊称之为“先生”。 |
| 肖荣生 | 赵云   | 字子龙，三國時期的蜀漢名將，蜀国五虎上将之一。 |
| 姜寒   | 刘禅   | 字公嗣，小名阿斗。蜀漢昭烈帝劉備之子，蜀漢最後一位皇帝。 |
| 匡灿   | 陈到   | 字叔至，蜀汉名将。 |
| 白海涛 | 姜维   | 字伯約，三國時期蜀汉軍事家，原為魏軍將领，投降後被诸葛亮重用，为蜀汉大业赴汤蹈火。 |
| 萧兵   | 黄皓   | 蜀漢後主劉禪時的宦官。 |
| 韩东   | 魏延   | 字文長，汉中太守，蜀国名将三國時期蜀漢中後期重要將領、軍師。作戰英勇、並有將略、屢立戰功，深得劉備信任、丞相諸葛亮重用。 |
| 许占伟 | 马岱   | 字伯瞻，三国时期蜀汉将领，蜀国五虎上将之一马超的从弟。 |
| 宋涛   | 高翔   | 三国时期蜀汉将领，随蜀汉丞相诸葛亮参加北伐曹魏的战争，官至杂号大将军。 |
| 康飞   | 关兴   | 字安國，蜀国五虎上将之首关羽的次子，三国时期蜀汉将领，官至龙骧将军。在蜀汉担任侍中、中监军之职，继承父亲汉寿亭侯的爵位。 |
| 待确认 | 张苞   | 字興國，蜀国五虎上将之一张飞的长子，三国时期蜀汉将领，官至虎威将军。 |
| 刘广楠 | 马谡   | 字幼常，侍中马良之弟，三国时期蜀汉官员、将领。诸葛亮向来对他深为器重。在北伐时，因违背诸葛亮作战指令，而导致街亭失守，被诸葛亮斩首。 |
| 郝荣光 | 王平   | 字子均，三國時期蜀漢將領，原為魏軍將領投降劉備後成為北伐將領，官至鎮北大將軍，封安漢侯。 |
| 王铁凌 | 吳班   | 字元雄，三国时期蜀汉将领。 |
| 公方敏 | 蔣琬   | 字公琰，三國時代蜀漢的重臣。蜀漢四英之一。 |
| 陈立新 | 杨仪   | 字威公，三國時蜀漢文臣。雖才幹敏達，但心胸狹隘。 |
| 刘沙   | 李严   | 字正方，与诸葛亮同为刘备临终前的托孤之臣。 |
| 许媛媛 | 轻宵   | 李严之养女，精通书画，为刘禅所宠爱。 |
| 待确认 | 郭攸之 | 字演长，三國時代蜀漢的重臣。任侍中。 |

### 東吳
| 演员   | 角色 | 介绍 |
| 丁海峰 | 孙权 | 字仲谋，三国时期東吳开国皇帝、政治家，諡號大皇帝。 |
| 卢星宇 | 陸遜 | 字伯言，本名陆议，孙策女婿，三國時期的東吳名將，吴国四大都督之一。定威将军，孙权侄婿，俊美，善谋略，东吴政治新星。在司马懿出使吴国之际，请求孙权出兵，与魏国联合讨伐关羽，并因此与司马懿达成共识。最终令关羽身亡，换来东吴的长治久安，后来在石亭之战中运用计谋，以寡敌众取得胜利，在三国历史上有重要意义。 |
| 张雍   | 周魴 | 字子魚，三國時東吳鄱陽太守。 |

## 剧集目录
| 上部 军师联盟 第1集~第42集 | 上部 军师联盟 第1集~第42集 |
| 集數                       | 標題                       |
| -------------------------- | -------------------------- |
| 第1集                      | 衣带诏刘备董承刺杀曹操     |
| 第2集                      | 司马防被诬陷遭牢狱之灾     |
| 第3集                      | 为救父司马懿佯死巧脱身     |
| 第4集                      | 闯法场司马懿张春华救父     |
| 第5集                      | 司马懿狠心断足以拒入仕     |
| 第6集                      | 郭嘉临终叮嘱曹操杀司马     |
| 第7集                      | 司马懿初显鹰视狼顾之相     |
| 第8集                      | 徐庶辞别曹丕举荐司马懿     |
| 第9集                      | 司马懿献计一石二鸟救人     |
| 第10集                     | 司马懿入仕正式辅佐曹丕     |
| 第11集                     | 曹操选世子出题考校二子     |
| 第12集                     | 司马懿劝曹丕恸泣示孝道     |
| 第13集                     | 曹操邺城受封魏王加九锡     |
| 第14集                     | 曹植醉酒夜闯司马门惹祸     |
| 第15集                     | 曹操与荀彧离心难再同行     |
| 第16集                     | 曹丕被丁仪陷害获罪入狱     |
| 第17集                     | 钟繇着手审案设法救曹丕     |
| 第18集                     | 崔琰为保曹丕储位赴黄泉     |
| 第19集                     | 为救兄司马懿雪夜跪曹丕     |
| 第20集                     | 司马懿献计曹操谋攻关羽     |
| 第21集                     | 司马懿出使东吴舌战群雄     |
| 第22集                     | 司马懿陆逊联手关羽身亡     |
| 第23集                     | 曹操驾薨魏国争王位内乱     |
| 第24集                     | 司马懿贾逵护曹丕登魏王     |
| 第25集                     | 陈群起草九品中人法新政     |
| 第26集                     | 司马懿回温县慧眼识邓艾     |
| 第27集                     | 掣肘宗亲曹丕借力以打力     |
| 第28集                     | 曹丕受禅让称帝建立大魏     |
| 第29集                     | 二女争夫醋意大发闹不和     |
| 第30集                     | 钟会初识邓艾拜读屯田论     |
| 第31集                     | 八百士子同朝逼宫尚书台     |
| 第32集                     | 钟会邓艾尚书台复试录用     |
| 第33集                     | 邓艾新赴谯县担任屯田令     |
| 第34集                     | 夏侯惇与司马懿政见不合     |
| 第35集                     | 司马家与夏侯尚联姻结亲     |
| 第36集                     | 曹洪紧逼迫害司马懿邓艾     |
| 第37集                     | 曹真刘贵人嫁祸谋害甄宓     |
| 第38集                     | 甄宓托孤司马懿歃血为盟     |
| 第39集                     | 司马懿邓艾钟会论伐吴蜀     |
| 第40集                     | 甄宓被逼以死自证清白身     |
| 第41集                     | 曹植字字泣血泪七步成诗     |
| 第42集                     | 司马懿被贬官下野还故乡     |

| 下部 虎啸龙吟 第1集~第44集 | 下部 虎啸龙吟 第1集~第44集        |
| 集數                       | 標題                              |
| -------------------------- | --------------------------------- |
| 第1集                      | 诸葛亮观星象知曹丕驾崩            |
| 第2集                      | 曹叡洛阳登基欲政由己出            |
| 第3集                      | 曹叡穿着甄宓旧衣思亡母            |
| 第4集                      | 司马懿陆逊对决石亭之战            |
| 第5集                      | 诸葛亮策反孟达欲兴北伐            |
| 第6集                      | 诸葛亮作出师表一出祁山            |
| 第7集                      | 司马懿克日夺新城破孟达            |
| 第8集                      | 张郃用兵围困马谡破街亭            |
| 第9集                      | 诸葛亮施空城计退司马懿            |
| 第10集                     | 曹叡阴谋设计欲杀郭女王            |
| 第11集                     | 诸葛亮喜得麟儿再次北伐            |
| 第12集                     | 曹真公报私仇杖责司马懿            |
| 第13集                     | 诸葛亮夺取陈仓郝昭身死            |
| 第14集                     | 曹真兵败身死司马懿掌兵            |
| 第15集                     | 司马懿操纵李严对付诸葛            |
| 第16集                     | 诸葛亮木门道设伏杀张郃            |
| 第17集                     | 诸葛亮第六次挥师再北伐            |
| 第18集                     | 诸葛亮联合吴国夹攻魏国            |
| 第19集                     | 司马懿为救子被困上方谷            |
| 第20集                     | 诸葛亮智激司马懿送女装            |
| 第21集                     | 司马懿念出师表激诸葛亮            |
| 第22集                     | 诸葛壮志未酬病逝五丈原            |
| 第23集                     | 死诸葛吓退活仲达成笑谈            |
| 第24集                     | 曹叡辟邪设计杀害郭女王            |
| 第25集                     | 司马懿破公孙渊满门抄斩            |
| 第26集                     | 孙资刘放篡改圣意扶曹爽            |
| 第27集                     | 曹叡临终无奈托孤司马懿            |
| 第28集                     | 绝代男宠辟邪终落幕身亡            |
| 第29集                     | 曹爽擅权私吞魏天子宝库            |
| 第30集                     | 曹爽围困宫门欲杀司马懿            |
| 第31集                     | 文武百官宫门声援助仲达            |
| 第32集                     | 司马昭为保秘密杀伐决断            |
| 第33集                     | 郭太后首倡曹马两家联姻            |
| 第34集                     | 曹爽僭越带兵逼宫郭太后            |
| 第35集                     | 夏侯徽发现司马家养死士            |
| 第36集                     | 司马救子受辱下跪求曹爽            |
| 第37集                     | 司马诈病中風卧床赚曹爽            |
| 第38集                     | 司马率军发动高平陵事变            |
| 第39集                     | 曹爽放弃抵抗投降司马懿            |
| 第40集                     | 司马懿朝议诛灭曹爽三族            |
| 第41集                     | 司马懿率军平定王凌之乱            |
| 第42集                     | 叔达仲达对谈入仕途初心            |
| 第43集                     | 司马懿妻亡子散成孤寡人            |
| 第44集                     | 司马懿舞五禽忆一生峥嵘 （完结篇） |

## 电视原声带
该剧的配乐由S.E.N.S.（神思者工作室）、董冬冬（董冬冬音乐工作室）以及金麒麟音乐部三组音乐制作团队共同完成。其中，董冬冬配乐的段落已经由索尼音乐 (Sony/ATV) 在中国数字音乐平台正式发行，而金麒麟其实是由天啸和胡波涛（胡不一）谱曲的合辑的总称。其作曲人天啸在其微博表示，待取得授权之后预计2018年年中会发行其团队所负责的配乐段落；但直到6月中旬天啸依旧没有获得相关方的合法授权而无法发布专辑。胡波涛的个人作曲部分（不含天啸）已在QQ音乐上线。
| 曲序 | 曲目                                         |      | 作曲             |
| ---- | -------------------------------------------- | ---- | ---------------- |
| 1.   | The Advisers Alliance - Main Theme（主题曲） |      | S.E.N.S.         |
| 2.   | The Advisers Alliance - Ending （片尾曲）    |      | S.E.N.S.         |
| 3.   | Heavy Battle / 大战                          |      | S.E.N.S. Project |
| 4.   | Young Leaves / 月旦评                        |      | S.E.N.S. Project |
| 5.   | Pathetic / 悲伤                              |      | S.E.N.S. Project |
| 6.   | Beautiful Eyes / 美丽的眼睛                  |      | S.E.N.S. Project |
| 7.   | Sweet Wife / 甜妻                            |      | S.E.N.S. Project |
| 8.   | 八重之樱                                     |      | 坂本龙一         |
| 9.   | The Gold Pavilion                            |      | 梅林茂           |
| 10.  | 十五从军征（乐府）                           |      | 董冬冬           |
| 11.  | 怨歌行                                       | 曹植 | 董冬冬           |
| 12.  | 短歌行                                       | 曹操 | 董冬冬           |
| 13.  | 梁甫吟（《虎啸龙吟》配乐）                   |      | 天啸             |
| 14.  | 曹操（《虎啸龙吟》配乐）                     |      | 金麒麟           |
| 15.  | 曹丕·郭照（《虎啸龙吟》配乐）                |      | 金麒麟           |
| 16.  | 大婚（《虎啸龙吟》配乐）                     |      | 天啸             |
| 17.  | 出师表（《虎啸龙吟》配乐）                   |      | 天啸             |

## 获奖记录
| 年份   | 頒獎典禮                             | 獎項                     | 得獎者                     |
| ------ | ------------------------------------ | ------------------------ | -------------------------- |
| 2017年 | 安徽卫视国剧盛典                     | 电视剧年度杰出剧星       | 吴秀波                     |
| 2017年 | 安徽卫视国剧盛典                     | 电视剧年度匠心剧星       | 于和伟                     |
| 2017年 | 安徽卫视国剧盛典                     | 电视剧青春演技魅力女演员 | 唐艺昕                     |
| 2017年 | 安徽卫视国剧盛典                     | 电视剧青春演技魅力男演员 | 翟天临                     |
| 2017年 | 金骨朵网络影视盛典                   | 年度最佳网台剧制         | 《大军师司马懿之军师联盟》 |
| 2017年 | 金骨朵网络影视盛典                   | 年度网络剧最佳编剧       | 常江                       |
| 2017年 | 金骨朵网络影视盛典                   | 年度网络剧最佳男主角     | 吴秀波                     |
| 2017年 | 第1届编剧嘉年华编剧行业大会          | 年度关注电视剧编剧       | 常江                       |
| 2017年 | 第13届美国洛杉矶中美电视节           | 最佳男主角               | 吴秀波                     |
| 2017年 | 第13届美国洛杉矶中美电视节           | 金天使电视剧奖           | 《大军师司马懿之军师联盟》 |
| 2017年 | 2017中国泛娱乐指数盛典ENAwards       | 最佳原创影视剧           | 《大军师司马懿之军师联盟》 |
| 2018年 | 第7届北京国际网络电影节              | 光年奖最佳剧情奖         | 《大军师司马懿之军师联盟》 |
| 2018年 | 第31届中国电视剧飞天奖               | 历史题材优秀电视剧大奖   | 《大军师司马懿之军师联盟》 |
| 2018年 | 第24届上海电视节白玉兰奖             | 最佳男配角               | 于和伟                     |
| 2018年 | 第24届上海电视节白玉兰奖             | 最佳美术奖               | 韩忠                       |
| 2018年 | 2018上海国际电影电视节互联网影视峰会 | 年度实力编剧奖           | 常江                       |
| 2018年 | 2018上海国际电影电视节互联网影视峰会 | 年度精品网络剧           | 《虎啸龙吟》               |
| 2018年 | 第二届金鲛奖                         | 年度十佳网剧             | 《虎啸龙吟》               |
| 2018年 | 第二届金鲛奖                         | 年度十佳编剧             | 常江                       |

## 剧情细节

### 刪減
《虎啸龙吟》於播出時，已因刪減劇情，由90多集變成86集，當中包含許多劇情，预告片片花內可窺探一二，劇情如下：
- 司马师之死剧情，临终之际托孤给弟弟司马昭畫面被刪減[21]。
- 蜀国灭亡剧情，刘禅被俘，钟会入蜀畫面被刪減[21]。
- 司马昭专权剧情，司马昭受封晋王，穿着父亲太傅司马懿的铠甲，剑履上殿畫面被刪減[21]。
- 三国归晋剧情，受禅台上，魏元帝禅让皇位给司马炎，司马炎建立晋王朝的畫面被刪減[21]。

## 收视率

### 中國大陸
| 中国大陆 江苏卫视／安徽衛視 首播收视率 （CSM52） |               |          |          |          |          |          |          |                                                                                         |
| 集數                                             | 播出日期      | 江苏卫视 | 江苏卫视 | 江苏卫视 | 安徽衛視 | 安徽衛視 | 安徽衛視 | 備註                                                                                    |
| 集數                                             | 播出日期      | 收視率   | 收視份額 | 排名     | 收視率   | 收視份額 | 排名     | 備註                                                                                    |
| 1-2                                              | 2017年6月22日 | 0.678    | 2.334    | 7        | 0.277    | 0.955    | 18       | 安徽《非常軍師》收視0.239，份額0.809                                                    |
| 3-4                                              | 2017年6月23日 | 0.72     | 2.432    | 6        | 0.323    | 1.093    | 14       | 安徽《非常軍師》收視0.205，份額0.657 江蘇《荔枝大劇秀軍師聯盟》全國網收視0.29，份額1.03 |
| 5-6                                              | 2017年6月24日 | 0.67     | 2.267    | 5        | 0.342    | 1.16     | 13       | 安徽《非常軍師》收視0.226，份額0.729                                                    |
| 7                                                | 2017年6月25日 | 0.734    | 2.637    | 3        | 0.404    | 1.45     | 8        | 安徽《大軍師司馬懿之軍師聯盟一週精彩回顧》收視0.469，份額1.505                          |
| 8-9                                              | 2017年6月26日 | 0.732    | 2.591    | 6        | 0.462    | 1.636    | 10       | 安徽《非常軍師》收視0.362，份額1.245 江蘇《荔枝大劇秀軍師聯盟》全國網收視0.3，份額1.08  |
| 10-11                                            | 2017年6月27日 | 0.778    | 2.815    | 5        | 0.441    | 1.596    | 11       | 安徽《非常軍師》收視0.311，份額1.074                                                    |
| 12-13                                            | 2017年6月28日 | 0.853    | 3.078    | 5        | 0.456    | 1.644    | 10       | 安徽《非常軍師》收視0.333，份額1.148                                                    |
| 14-15                                            | 2017年6月29日 | 0.876    | 3.095    | 6        | 0.541    | 1.913    | 9        | 安徽《非常軍師》收視0.321，份額1.084                                                    |
| 16-17                                            | 2017年6月30日 | 0.912    | 3.079    | 2        | 0.533    | 1.797    | 8        | 安徽《非常軍師》收視0.252，份額0.825 江蘇《荔枝大劇秀軍師聯盟》全國網收視0.37，份額1.31 |
| 18-19                                            | 2017年7月1日  | 0.927    | 3.17     | 2        | 0.613    | 2.092    | 5        | 安徽《非常軍師》收視0.342，份額1.12                                                     |
| 20                                               | 2017年7月2日  | 0.864    | 3.127    | 4        | 0.556    | 2.012    | 6        | 安徽《大軍師司馬懿之軍師聯盟一週精彩回顧》收視0.508，份額1.642                          |
| 21-22                                            | 2017年7月3日  | 0.972    | 3.444    | 4        | 0.542    | 1.919    | 9        | 安徽《非常軍師》收視0.428，份額1.453 江蘇《荔枝大劇秀軍師聯盟》全國網收視0.28，份額1.01 |
| 23-24                                            | 2017年7月4日  | 0.931    | 3.286    | 5        | 0.511    | 1.805    | 10       | 安徽《非常軍師》收視0.267，份額0.899 江蘇《荔枝大劇秀軍師聯盟》全國網收視0.2，份額0.71  |
| 25-26                                            | 2017年7月5日  | 0.964    | 3.321    | 6        | 0.548    | 1.889    | 8        | 安徽《非常軍師》收視0.349，份額1.176 江蘇《荔枝大劇秀軍師聯盟》全國網收視0.29，份額1.04 |
| 27-28                                            | 2017年7月6日  | 0.959    | 3.243    | 6        | 0.578    | 1.956    | 9        | 安徽《非常軍師》收視0.298，份額0.968 江蘇《荔枝大劇秀軍師聯盟》全國網收視0.19，份額0.68 |
| 29-30                                            | 2017年7月7日  | 0.907    | 3.172    | 4        | 0.598    | 2.1      | 8        | 安徽《非常軍師》收視0.342，份額1.13 江蘇《荔枝大劇秀軍師聯盟》全國網收視0.22，份額0.8   |
| 31-32                                            | 2017年7月8日  | 1.049    | 3.552    | 2        | 0.53     | 1.801    | 7        | 安徽《非常軍師》收視0.278，份額0.896                                                    |
| 33                                               | 2017年7月9日  | 0.985    | 3.577    | 2        | 0.842    | 3.062    | 5        | 安徽《大軍師司馬懿之軍師聯盟一週精彩回顧》收視0.768，份額2.502                          |
| 34-35                                            | 2017年7月10日 | 1.076    | 3.709    | 4        | 0.901    | 3.113    | 6        | 安徽《非常軍師》收視0.596，份額1.993 江蘇《荔枝大劇秀軍師聯盟》全國網收視0.3，份額1.06  |
| 36-37                                            | 2017年7月11日 | 1.143    | 3.969    | 4        | 0.896    | 3.118    | 7        | 安徽《非常軍師》收視0.444，份額1.493 江蘇《荔枝大劇秀軍師聯盟》全國網收視0.32，份額1.17 |
| 38-39                                            | 2017年7月12日 | 1.1      | 3.887    | 5        | 0.931    | 3.294    | 6        | 安徽《非常軍師》收視0.547，份額1.877 江蘇《荔枝大劇秀軍師聯盟》全國網收視0.27，份額1    |
| 40-41                                            | 2017年7月13日 | 1.029    | 3.566    | 7        | 0.91     | 3.154    | 8        | 安徽《非常軍師》收視0.436，份額1.46 江蘇《荔枝大劇秀軍師聯盟》收視0.843，份額3.141      |
| 42                                               | 2017年7月14日 | 0.946    | 3.5      | 3        | 0.473    | 1.757    | 10       | 安徽《大軍師司馬懿之軍師聯盟精彩回顧》收視0.264，份額0.848                              |
| 平均收視                                         | 平均收視      | 0.907    | 3.16     | 不適用   | 0.575    | 2.01     | 不適用   |                                                                                         |

1. 同时段或交叉时段主要节目：
  - CCTV-1：《我的1997》
  - CCTV-8：《太行英雄传》／《新侠客行》
  - 湖南：《夏至未至》／《我们的少年时代》
  - 东方：《一粒红尘》／《我的前半生》（與北京聯播）
  - 浙江：《深夜食堂》（與北京聯播）／《复合大师》
2. 数据由广视索福瑞提供，调查范围为四岁以上之观众。
3. 以上收视排名包括央视在内。
4. 资料来源：卫视这些事儿、数据狮

### 台灣
| 臺灣 军师联盟 中視數位台 首播收视率 （AC尼爾森） |            |                                 |        |      |      |
| 集數                                             | 週數       | 播出日期                        | 收视率 | 排名 | 備註 |
| 1-5                                              | 1          | 2017年12月25日 - 2017年12月29日 | 0.79   | 3    |      |
| 6-10                                             | 2          | 2018年1月1日 - 2018年1月5日     | 1.10   | 3    |      |
| 11-15                                            | 3          | 2018年1月8日 - 2018年1月12日    | 1.17   | 3    |      |
| 16-20                                            | 4          | 2018年1月15日 - 2018年1月19日   | 1.31   | 3    |      |
| 21-25                                            | 5          | 2018年1月22日 - 2018年1月26日   | 1.36   | 3    |      |
| 26-30                                            | 6          | 2018年1月29日 - 2018年2月2日    | 1.53   | 3    |      |
| 31-35                                            | 7          | 2018年2月5日 - 2018年2月9日     | 1.66   | 3    |      |
| 36-38                                            | 8          | 2018年2月12日 - 2018年2月14日   | 1.60   | 3    |      |
| 39-42                                            | 9          | 2018年2月19日 - 2018年2月22日   | 1.53   | 3    |      |
| 平均收視率                                       | 平均收視率 | 平均收視率                      | 1.34   | 3    |      |

1. 同时段或交叉时段主要节目：
  - 三立：
    - 三立台灣台：《金家好媳婦》
    - 三立都會台：《綜藝大熱門》

  - 民視：《幸福來了》
  - 台視：《加油！美玲》
  - 華視：《夜市人生》
2. 数据由AGB尼爾森調查，調查範圍是四歲以上收看電視之觀眾。
3. 資料來源：凱絡媒體週報

| 臺灣 军师联盟2：虎啸龙吟 中視數位台 首播收视率 （AC尼爾森） |            |                               |        |      |      |
| 集數                                                        | 週數       | 播出日期                      | 收视率 | 排名 | 備註 |
| 1-5                                                         | 1          | 2018年6月18日 - 2018年6月22日 | 0.97   | 3    |      |
| 6-10                                                        | 2          | 2018年6月25日 - 2018年6月29日 | 0.93   | 3    |      |
| 11-15                                                       | 3          | 2018年7月2日 - 2018年7月6日   | 1.15   | 4    |      |
| 16-20                                                       | 4          | 2018年7月9日 - 2018年7月13日  | 1.25   | 4    |      |
| 21-25                                                       | 5          | 2018年7月16日 - 2018年7月20日 | 1.17   | 4    |      |
| 26-30                                                       | 6          | 2018年7月23日 - 2018年7月27日 | 1.27   | 4    |      |
| 31-35                                                       | 7          | 2018年7月30日 - 2018年8月3日  | 1.19   | 4    |      |
| 36-40                                                       | 8          | 2018年8月6日 - 2018年8月10日  | 1.26   | 4    |      |
| 41-44                                                       | 9          | 2018年8月13日 - 2018年8月16日 | 1.33   | 4    |      |
| 平均收視率                                                  | 平均收視率 | 平均收視率                    | 1.17   |      |      |

1. 同时段或交叉时段主要节目：
  - 三立：
    - 三立台灣台：《金家好媳婦》
    - 三立都會台：《綜藝大熱門》

  - 民視：《幸福来了》/《大时代》
  - 台視：《情·份》／《女兵日記》
  - 華視：《莫非，这就是爱情》/《HIStory系列》
2. 数据由AGB尼爾森調查，調查範圍是四歲以上收看電視之觀眾。
3. 資料來源：凱絡媒體週報

## 后续事件
2017年以来，由于收益分配问题，该剧出品方、发行方、播映方之间先后产生超过20起诉讼。2023年11月22日，该剧的投资方之一不二文化被江苏省高级人民法院强制执行4.66亿元人民币，吴秀波对此回应称“用假章假合同设局，害到破产”，指控金某星伙同《大军师司马懿》制片人张某“假出资，真挪用”，“挪用剧组资金数千万元证据确凿，却依然能逍遥法外”。2024年1月，江苏广电向江苏省扬州市中级人民法院起诉华利文化、吴秀波、不二文化和优酷，涉及著作权权属、侵权纠纷。法院受理案件后定于3月6日开庭审理。

## 外部連結
- （简体中文）《电视剧虎啸龙吟》的新浪微博
- 豆瓣电影上《大军师司马懿之军师联盟》的資料 （简体中文）
- 豆瓣电影上《虎啸龙吟》的資料 （简体中文）

| 中国大陆 江蘇衛視 幸福劇場（如遇《新聞聯播》延時則順延播出） · 7月14日 19:30－20:15     | 中国大陆 江蘇衛視 幸福劇場（如遇《新聞聯播》延時則順延播出） · 7月14日 19:30－20:15                                    | 中国大陆 江蘇衛視 幸福劇場（如遇《新聞聯播》延時則順延播出） · 7月14日 19:30－20:15 |
| --------------------------------------------------------------------------------------- | --- | ----------------------------------------------------------------------------------- |
|                                                                                         | 大軍師司馬懿之軍師聯盟 （2017年6月22日－2017年7月14日）                                                                |                                                                                     |
| 白鹿原 （2017年5月10日－2017年6月21日）                                                 | 反恐特戰隊之獵影 （2017年7月14日－2017年8月9日）                                                                       |                                                                                     |
| 中国大陆 安徽衛視 海豚第一劇場（如遇《新聞聯播》延時則順延播出） · 7月14日 19:30－20:15 | |                                                                                     |
| 白鹿原 （2017年5月10日－2017年6月21日）                                                 | 大軍師司馬懿之軍師聯盟 （2017年6月22日－2017年7月14日）大軍師司馬懿之軍師聯盟精彩回顧 （2017年7月14日－2017年7月15日） | 林海雪原 （2017年7月16日－2017年8月16日）                                           |

| 马来西亚 Astro全佳HD 高清大劇 每晚 19:00－20:00 · 3月2日暫停播映 | 马来西亚 Astro全佳HD 高清大劇 每晚 19:00－20:00 · 3月2日暫停播映 | 马来西亚 Astro全佳HD 高清大劇 每晚 19:00－20:00 · 3月2日暫停播映 |
| ---------------------------------------------------------------- | ---------------------------------------------------------------- | ---------------------------------------------------------------- |
|                                                                  | 大軍師司馬懿之軍師聯盟 （2017年7月27日－2017年9月6日）           |                                                                  |
| 三生三世十里桃花 （2017年4月5日－2017年7月26日）                 | 楚喬傳 （2017年9月7日－2017年11月3日）                           |                                                                  |
| 花落宫廷錯流年 （2018年1月18日－2018年2月23日）                  | 虎嘯龍吟 （2018年2月24日－2018年4月9日）                         | 獨孤天下 （2018年4月10日－2018年6月5日）                         |

| 大韓民國( ) 中華TV 星期一至五 23:00－00:00 | 大韓民國( ) 中華TV 星期一至五 23:00－00:00   | 大韓民國( ) 中華TV 星期一至五 23:00－00:00 |
| ------------------------------------------ | -------------------------------------------- | ------------------------------------------ |
|                                            | 司馬懿：未完策士 （2017年9月4日－10月31日）  |                                            |
| 三生三世十里桃花 (2017年5月22日－9月1日)   | 那年花開月正圓 (2017年11月1日－2018年3月5日) |                                            |

| 新加坡 佳樂台 星期一至五 22:10 「10點黃金劇」 · 2017年12月25、26日和2018年1月1日、2月16、19日、3月30日和4月2日暫停播映 | 新加坡 佳樂台 星期一至五 22:10 「10點黃金劇」 · 2017年12月25、26日和2018年1月1日、2月16、19日、3月30日和4月2日暫停播映 | 新加坡 佳樂台 星期一至五 22:10 「10點黃金劇」 · 2017年12月25、26日和2018年1月1日、2月16、19日、3月30日和4月2日暫停播映 |
| --- | --- | --- |
| | 大軍師司馬懿之軍師聯盟 (2017年12月13日－2018年2月12日)大軍師司馬懿之虎嘯龍吟 (2018年2月13日－4月17日)                  | |
| 歡樂頌2 （2017年9月25日－2017年12月12日）                                                                              | 談判官 (2018年4月18日－6月13日)                                                                                        | |

| 臺灣 中視主頻 星期一至五 21:00－22:00 ·                                   | 臺灣 中視主頻 星期一至五 21:00－22:00 ·                    | 臺灣 中視主頻 星期一至五 21:00－22:00 ·                   |
| ------------------------------------------------------------------------- | ---------------------------------------------------------- | --------------------------------------------------------- |
|                                                                           | 軍師聯盟 （2017年12月25日－2018年2月22日）                 |                                                           |
| 稍息立正我愛你（重播） （20:00－22:00） （2017年12月7日－2017年12月25日） | 軍官·情人（20:00－22:00） （2018年2月23日－2018年4月17日） |                                                           |
| 戀愛鄰距離（20:00－22:00） （2018年4月17日－2018年6月15日）               | 軍師聯盟2：虎嘯龍吟 （2018年6月18日－2018年8月16日）       | 真情之家（20:00－22:00） （2018年8月17日－2018年9月11日） |

| 臺灣 緯來戲劇台 星期一至五 21:00－23:00 · 4月6日 22:00－23:00 | 臺灣 緯來戲劇台 星期一至五 21:00－23:00 · 4月6日 22:00－23:00 | 臺灣 緯來戲劇台 星期一至五 21:00－23:00 · 4月6日 22:00－23:00 |
| ------------------------------------------------------------- | ------------------------------------------------------------- | ------------------------------------------------------------- |
|                                                               | 軍師聯盟 （2018年4月6日－2018年5月28日）                      |                                                               |
| 瑯琊榜（重播） （2018年2月28日－2018年4月6日）                | 瑯琊榜之風起長林 （2018年5月29日－2018年8月6日）              |                                                               |
| 星期一至五 23:00－00:00                                       |                                                               |                                                               |
| 知否知否應是綠肥紅瘦 （2019年10月23日－2020年1月31日）        | 軍師聯盟2虎嘯龍吟 （2020年2月3日－2020年4月2日）              | 瑯琊榜（重播） （2020年4月3日－2020年6月17日）                |

| 马来西亚 Astro AEC、Astro AEC HD 星期一至五 18:00－19:00 | 马来西亚 Astro AEC、Astro AEC HD 星期一至五 18:00－19:00 | 马来西亚 Astro AEC、Astro AEC HD 星期一至五 18:00－19:00 |
| -------------------------------------------------------- | -------------------------------------------------------- | -------------------------------------------------------- |
|                                                          | 大軍師司馬懿之軍師聯盟 （2018年3月28日－2018年5月24日）  |                                                          |
| 繁星四月 （2018年1月26日－2018年3月27日）                | 楚喬傳 （2018年5月25日－2018年8月14日）                  |                                                          |
| 马来西亚 Astro双星、Astro双星HD 每日 16:00 - 17:00       |                                                          |                                                          |
| 老九門（重播） （2019年1月12日 - 2019年2月28日）         | 大軍師司馬懿之軍師聯盟（重播） （2019年3月1日 - 2019年） | —                                                        |

| 臺灣 TVBS歡樂台 星期一至五 20:00－21:00          | 臺灣 TVBS歡樂台 星期一至五 20:00－21:00                                          | 臺灣 TVBS歡樂台 星期一至五 20:00－21:00 |
| ------------------------------------------------ | -------------------------------------------------------------------------------- | --------------------------------------- |
|                                                  | 軍師前傳 （2018年5月3日－2018年5月10日）軍師聯盟 （2018年5月11日－2018年7月9日） |                                         |
| 錦繡未央（重播） （2018年2月22日－2018年5月2日） | 女兵日記 （2018年7月10日－2018年11月14日）                                       |                                         |

| 臺灣 愛爾達綜合台 星期一至五 19:00 - 21:00（兩集連播） · 10月28日至11月13日、1月1日至1月7日 19:00 - 20:00 | 臺灣 愛爾達綜合台 星期一至五 19:00 - 21:00（兩集連播） · 10月28日至11月13日、1月1日至1月7日 19:00 - 20:00 | 臺灣 愛爾達綜合台 星期一至五 19:00 - 21:00（兩集連播） · 10月28日至11月13日、1月1日至1月7日 19:00 - 20:00 |
| --- | --- | --- |
| | 軍師聯盟 （2019年10月28日－2019年12月4日）軍師聯盟2虎嘯龍吟 （2019年12月4日－2020年1月7日）               | |
| 皓镧传 （2019年9月16日－2019年10月27日） （10月28日起，改為20:00 - 21:00）                                | 夜天子 （2020年1月1日－2020年2月6日）                                                                     | |